# آیانه (مرده یا زنده)
آیانه (به ژاپنی: あやね 綾音) یک شخصیت ساختگی در مجموعه بازی‌های ویدئویی مرده یا زنده و نینجا گایدن اثر شرکت تیم نینجا و کویی تکمو است. آیانه برای اولین بار به عنوان شخصیت مخفی در نسخه پلی‌استیشن مرده یا زنده در سال ۱۹۹۸ حضور پیدا کرد و تا به حال در تمامی دنباله‌ها و همچنین مشتقات این سری، شامل قهرمان اصلی نسخه مرده یا زنده ۳ ظاهر شده است. آیانه نینجایی با استعداد از «قبیله موگن تنشین»، و استاد هنر رزمی نینجوتسو است. او رابطه‌ای پیچیده و ناپایداری با خواهر ناتنی خود کاسومی، شخصیت اصلی مجموعه مرده یا زنده دارد. او همچنین به عنوان شخصیت مکمل در مجموعه بازی‌های نینجا گایدن از زمان احیای آن در سال ۲۰۰۴، و به عنوان شخصیت مهمان در بازی‌های دیگر به‌ویژه در فرنچایز خاندان قهرمانان و فیتال فریم: میدن آو بلک واتر (۲۰۱۴) ظاهر شده است. صداپیشگان آیانه در نسخه ژاپنی واکانا یامازاکی، و در نسخه انگلیسی جینا دوتوری، جنیس کاوایه، جانا لون‌استاین و وندی لی می‌باشند.
ناتاشا مالته نقش این شخصیت را در فیلم لایو اکشن زنده یا مرده (۲۰۰۶) ایفا کرده است. او یکی از محبوب‌ترین شخصیت‌های شرکت تکمو و همچنین یکی از نمادهای شگون‌آور کویی تکمو به‌شمار می‌رود، اما اغلب با توجه به سن و جنسی سازی شخصیت او، موضوع بحث و مناقشه بوده است.

## داستان
شیدن، هفدهمین رئیس قبیله موگن تنشین با زنی به نام آیامه ازدواج نمود. آن‌ها صاحب دو فرزند به نام‌های هایاته و کاسومی شدند. در این بین برادر بزرگتر شیدن، رایدو به آیامه تجاوز کرد و او را باردار نمود. در نتیجه آیانه متولد شد. با توجه به تولد ناشایسته آیانه، ترس شدیدی روستا را فرا گرفت و همه مردم از او تنفر داشتند و به او لقب «کودک نفرین شده» دادند. در کودکی خواهر آیانه، کاسومی مورد توجه و مراقبت بیشتری نسبت به او قرار می‌گرفت و همانند شاهدخت با او رفتار می‌شد، و در طرف دیگر به سبب ماهیت تولدش، قرار نبود چنین رفتاری با آیانه شود وگرنه خانواده‌اش مورد شرم قرار می‌گرفتند. بدون اطلاع از شرایط تولد، آیانه و کاسومی در دوران کودکی تبدیل به بهترین دوستان یکدیگر شدند و هیچ‌کدام از این موضوع که خواهر ناتنی هستند، با خبر نبودند. بالاخره مادرش آیامه، اعتراف کرد که آیانه دخترش است و او خواهر ناتنی کاسومی و هایاته به‌شمار می‌رود. چنین شد که آیانه به خواهرش حسودی کرده و از او متنفر شد. گنرا رهبر هاجین مون، آیانه را تمرین داد تا تبدیل به یک کونوایچی شود.

## در رسانه‌های دیگر
نخستین حضور آیانه در فرانشیز خاندان قهرمانان در سال ۲۰۰۹ بود و به عنوان شخصیت غیرقابل کنترل و مهمان در نسخه خاندان قهرمانان: گروه ضربت حضور داشت، جایی که شمشیر فوما کوداچی وی به عنوان یکی از سلاح‌های اختیاری بازیکنان در دسترس است. در سال ۲۰۱۱، لباس آیانه در نینجا گایدن سیگما ۲ در نخستین کارزار تبلیغاتی سالگرد بازی به شکل محتوای قابل دانلود انحصاری برای بازی خاندان قهرمانان آنلاین در دسترس قرار گرفت.
آیانه در نقش یک شخصیت قابل کنترل در سری بازی مشتق شده جنگجویان اوروچی ۳ (۲۰۱۱) با لباس اصلی، و سبک بازی‌اش از نینجا گایدن سیگما ۲ حضور دارد. در این بازی که پس از نسخه مرده یا زنده ۴ روایت می‌شود، آیانه وارد دنیایی دیگر به نام اوروچی می‌شود. او در مرحله‌ای با مضمون محاصره هاسدو بازی می‌کند و به تیم میناموتو نو یوشی‌تسونه ملحق می‌شود تا راهی برای بازگشت به خانه پیدا کند، و سپس ارتش سیما ژائو را دنبال می‌کند و به آن‌ها برای یافتن و نجات دادن زندانیان شوچانگ کمک می‌کند.
لباس کلاسیک آیانه در نسخه کات شده کارگردان بازی ترس و بقا فیتال فریم ۲: پروانه خونین (۲۰۰۴) به عنوان لباس جایگزین برای شخصیت مایو، یکی از دو خواهر و شخصیت اصلی بازی، (خواهر دیگر میو می‌تواند لباس کاسومی را بپوشد) در دسترس است. همچنین خود آیانه به عنوان یک شخصیت قابل کنترل و جایزه‌ای در مأموریت جانبی مختص به خود در نسخه فیتال فریم: میدن آو بلک واتر (۲۰۱۴) شرکت کویی تکمو حضور دارد، که وظیفه‌اش یافتن دختری گمشده به نام سوموگی کاتاشینا است.

### در فیلم
در فیلم لایو اکشن دی‌اواِی: مرده یا زنده (۲۰۰۶) به کارگردانی کری یوئن، آیانه یک نینجای آدمکش و خدمتکار سابق کاسومی است که هدفش جستجو و از بین بردن اوست. ناتاشا مالته، هنرپیشه نروژی فنلاندی وظیفه بازی در این نقش را بر عهده دارد.